# Stroker & Hoop
Stroker & Hoop ist eine US-amerikanische Zeichentrick-Fernsehserie aus den Jahren 2004 und 2005. Die Serie parodiert Krimiserien der 1970er Jahre, wie Starsky & Hutch.

## Charaktere
John Strockmeyer, auch Stroker, macht seinen Job als privater Ermittler nur gerne, weil er dadurch die Befugnis hat, auf Menschen zu schießen, und viele Kontakte zu Frauen bekommt. Seine Frau hat ihn verlassen und das alleinige Sorgerecht für ihren Sohn (Keith) bekommen. Durch seine Inkompetenz und Fahrlässigkeit wurde sein ehemaliger Partner ermordet (er hatte an seiner Pistole rumgewerkelt, ohne ihm davon zu erzählen).
Hoop Schwartz ist Strokers immer optimistischer Partner. Er hält sich für ein Genie und einen Meister der Verkleidung. Dabei verdecken seine Verkleidungen meist nicht mal sein Gesicht.
Als er einen Gangster erschießt, beichtet er Stroker, dass das das erste Mal wäre, dass er getroffen hat. Tatsächlich fällt auf, dass Hoop in den restlichen Folgen die Pistole fast senkrecht nach oben hält, wenn er feuert.
C.A.R.R. ist Strokers Auto und eine parodistische Anspielung auf Michael Knights Auto K.I.T.T. bzw. dessen Gegenspieler K.A.R.R. aus der Serie Knight Rider. C.A.R.R. kann wie diese sprechen und hat einen sarkastischen, bissigen Humor.
Coroner Rick ist Strokers und Hoops Informationsquelle (in Starsky und Hutch ist es Huggy Bear). In vielen Episoden löst er eigentlich die Fälle, Stroker & Hoop sammeln aber die Lorbeeren ein.
Keith ist Strokers 10-jähriger Sohn. Er lebt bei seiner Mutter und hat eine angespannte Beziehung zu seinem Vater Stroker, da der ihn vernachlässigt.

## Veröffentlichung
In den USA wurde Stroker and Hoop erstmals vom 1. August 2004 bis zum 25. Dezember 2005 im an erwachsenes Publikum gerichteten adult-swim-Block von Cartoon Network ausgestrahlt. Im Februar 2006 kündigte Chefanimator Les Harper auf adultswim.com an, dass die niedrigen Zuschauerzahlen nicht für eine zweite Staffel reichen würden. Daher endet die Show mit einem Cliffhanger.
In Deutschland wurde die Serie zusammen mit den anderen adult-swim-Serien ab am 5. Dezember 2007 auf dem Pay-TV-Sender Sat.1 Comedy ausgestrahlt. Die Serie ist in Deutschland ab 16 Jahren freigegeben.

## Synchronisation
| Rolle            | englischer Sprecher   |
| ---------------- | --------------------- |
| John Strockmeyer | Jon Glaser            |
| Hoop Schwartz    | Speed Levitch         |
| C.A.R.R.         | Paul Christie         |
| Double Wide      | Curtis Armstrong      |
| Coroner Rick     | Gary Anthony Williams |
| Keith            | Mary Birdsong         |

Die deutsche Synchronisation wurde von TV+Synchron in Berlin hergestellt.